# Eulogio Romero Salcedo
Eulogio Ignacio Romero Salcedo (Lima, 1861-Ibídem, 1930) fue un abogado y político peruano. Durante gran parte de su carrera política estuvo ligado a su primo hermano, el presidente Augusto B. Leguía Salcedo. Fue ministro de Gobierno (1904-1906), Ministro de Hacienda y Presidente del Consejo de Ministros (1908-1909). Fue también el primer Presidente del Directorio del Banco de Reserva del Perú (1922-1930).

## Biografía
Hijo de Ignacio Romero y Ángela Salcedo Taforó. Su hermano, Eleodoro Romero Salcedo, fue también abogado y político, que llegó a ser ministro de Justicia, Instrucción y Culto de 1899 a 1900.
Tras graduarse de abogado, abrió un estudio jurídico en Lima que pronto gozó de prestigio y contó con numerosa y selecta clientela. Fue consultor jurídico de importantes empresas como la Peruvian Corporation y el Banco Italiano (actual Banco de Crédito del Perú).
Fue nombrado Ministro de Gobierno y Policía al inaugurarse el primer gobierno de José Pardo, integrando el gabinete presidido por Augusto B. Leguía (que ocupaba el despacho de Hacienda), de 24 de septiembre de 1904 a 19 de febrero de 1906. Renunció aduciendo razones de carácter privado.
Volvió a la política al inaugurarse el primer gobierno de Leguía. Este, revelando su verdadera personalidad, formó un gabinete de amigos sin tener en cuenta los consejos de su antecesor Pardo, nombrando Presidente del Consejo de Ministros y Ministro de Hacienda a Eulogio Romero, y como ministros a Melitón F. Porras Osores (Relaciones Exteriores), Miguel Rojas (Gobierno), Manuel Vicente Villarán (Justicia e Instrucción), el capitán de navío Juan Manuel Ontaneda (Guerra y Marina), y Francisco Alayza y Paz Soldán (Fomento). Romero, a diferencia de Leguía, no pertenecía al Partido Civil, por lo que su gabinete no fue plenamente respaldado por los civilistas tradicionales. Se mantuvo en el cargo durante un periodo relativamente breve, de 24 de septiembre de 1908 a 8 de junio de 1909.
Cuando los golpistas encabezados por Carlos de Piérola y los hermanos Isaías y Amadeo de Piérola asaltaron Palacio de Gobierno (Sublevación del 29 de mayo de 1909), Romero y Villarán se hallaban junto con Leguía en su despacho. Leguía fue presionado por los revolucionarios para que firmara su renuncia, siendo conducido hasta la Plaza de la Inquisición.  Le acompañó en dicho trance el ministro Villarán. Leguía se negó tajantemente a firmar. Al poco tiempo la intentona fue sofocada a sangre y fuego. Este suceso precipitó la renovación del gabinete, dando pase a uno nuevo presidido por el vocal de la Corte Suprema, Rafael Villanueva Cortez, que desató la represión.
Durante el Oncenio de Leguía fue autor de la ley que creó el Banco de Reserva del Perú (Ley 4500 de 9 de marzo de 1922), como organismo regulador del sistema crediticio, actual Banco Central de Reserva del Perú. El primer directorio del BRP fue conformado por tres delegados del gobierno (que fueron el mismo Romero, Eulogio Fernandini de la Quintana y William Wilson Cumberland) y seis de los bancos entre los que destacaron Genaro Castro Iglesias y Juan Francisco Raffo como representante del Banco Italiano. Romero llegó a ser el primer presidente del directorio del BRP, de 1922 a 1930. Esta institución, en sus inicios, tuvo muchas deficiencias, por lo que en 1931, la misión Kemmerer, contratada por el gobierno de la Junta Militar presidida por Luis Sánchez Cerro, aconsejó su reestructuración.